# ×Phyllosasa
×Phyllosasa je hibridni biljni rod u porodici trava čiji je jedini predstavnik × P. tranquillans. To je vrsta bambusa s otoka Honshu u Japanu, koja je prvi puta opisana 1941. kao Semiarundinaria tranquillans, a hibrid je između Phillostachys nigra var. henonsis i Sasa veitchii f. tyugokensis.

## Sinonimi
- Hibanobambusa tranquillans (Koidz.) Maruy. & H.Okamura
- Phyllostachys tranquillans (Koidz.) Muroi
- Semiarundinaria tranquillans Koidz.
- Sinarundinaria nipponica Muroi
- Sinarundinaria tranquillans (Koidz.) Muroi